# Yuh Woon-hyung
Lyuh Woon-hyung (født 25. maj 1885 i Yangpyeong, død (myrdet) 19. juli 1947 i Seoul) var en koreansk nationalistisk politiker.
Lyuh blev født i en yangban-familie af lav status og studerede ved den progressive Paeje-skole. I 1914 rejste han til Kina, hvor han blev trukket ind den eksilkoreanske rørelse mod japans styre i Korea og blev en af grundlæggerne af Republikken Koreas provisoriske regering som havde sit sæde i Kina. Lyuh hentede sin inspiration fra mange forskellige sider og kunne samarbejde med aktivister fra flere politiske lejre i den eksilkoreanske rørelse.
I 1921 rejste han med en eksilkoreansk delegation til Sovjetunionen for at deltage i en konference, hvor han mødte både Lenin og Trotskij. I 1929 blev han arresteret af japansk politi i Shanghai og sendtes til Japan, hvor han dømtes til tre års fængsel for oprørsk virksomhed. Efter frigivelse indledte han en journalistisk karriere og udsattes for pres fra de japanske myndigheder at støtte den japansk ledede stat og Japans krig i Kina, men han nægtede konsekvent at gå med til dette, hvilket gjorde ham til en respekteret person blandt koreanere.
Efter Japans nederlag i 2. verdenskrig bad den sidste japanske generalguvernør i Korea, Nobuyuki Abe, Lyuh om at tage ansvar for opretholdelse af lov og orden under det koloniale styres afvikling. Lyuh oprettede folkekommittéer som skulle overtage den lokale forvaltning og skabte Folkrepublikken Korea. De amerikanske styrker i Sydkorea ville dog ikke erkende Lyuhs interimsregering og Lyuh fejlede i at oprette en samlet koreansk stat i sommeren 1947.
Den 15 juli 1947 blev Lyuh skudt af en 19-årig mand, som tilhørte en koreansk højregruppering.